# The Groover (canção)
"The Groover" é uma canção da banda britânica de rock T. Rex, escrita por Marc Bolan e lançada como single em junho de 1973 pela EMI Records. Nem a faixa, nem seu lado B, "Midnight", foram retirados de um álbum. No entanto, eles são frequentemente adicionados como faixas bônus em relançamentos dos álbuns Tanx (1973) e Zinc Alloy and the Hidden Riders of Tomorrow (1974).
O single ficou na tabela musical britânica por um total de nove semanas, chegando ao número quatro, tornando-se a última canção do T. Rex a entrar no top 10 durante a vida de Bolan.

## Ficha técnica
T. Rex
- Marc Bolan – vocais principais, guitarra
- Mickey Finn - congas
- Steve Currie – baixo elétrico
- Bill Legend – bateria

Produção
- Tony Visconti – produção, vocais de apoio